# Giuseppe Bonanno
Giuseppe Bonanno (Messina, 18 marzo 1966) è un dirigente sportivo ed ex calciatore italiano, di ruolo difensore, direttore sportivo  della Reggina.

## Carriera

### Calciatore
Ha esordito tra i professionisti con il Giarre in Serie C2, conquistando una promozione in C1 nel 1988 e militando successivamente in terza serie con la squadra gialloblù.
Ha vinto il campionato di Serie C2 1988-1989 con il Campania Puteolana.
È stato un'autentica bandiera dell'Acireale, con cui ha disputato quattordici stagioni dal 1990 al 2004, due in Serie B (dal 1993 al 1995 per complessive 48 presenze più lo spareggio per la salvezza, esordendo tra i cadetti il 29 agosto 1993 in occasione della sfida esterna contro il Venezia, vinta a tavolino dai siciliani dopo essere stati sconfitti sul campo), sette in Serie C1 e cinque in Serie C2.

### Dirigente
È attualmente un dirigente calcistico, iscritto all'elenco speciale dei direttori sportivi regolamentato dalla FIGC, e vanta un'esperienza più che decennale nelle principali categorie professionistiche italiane, Serie A, Serie B e Lega Pro.
Nel Catania ha svolto vari ruoli: direttore area tecnica nel 2004-2005, direttore sportivo dal 2005 al 2012, responsabile area tecnica dal 2012 al 2014, direttore generale nella stagione 2015-2016.
Ha avuto anche esperienze nel consiglio di amministrazione dello stesso club: è stato nominato consigliere nel 2013 e amministratore delegato nel 2016.
Dal 12 maggio 2019 al 14 agosto 2020 ha ricoperto l'incarico di direttore generale della Sicula Leonzio, in Serie C.
L'11 settembre 2023 è stato nominato direttore dell'area tecnica della LFA Reggio Calabria, società che ha preso l'eredità calcistica della Reggina.

## Palmarès

### Club

#### Competizioni nazionali
- Serie C2: 1

Campania: 1988-1989